# Tsjistyje Proedy
Het metrostation Tsjistyje Proedy is een metrostation in Moskou, de naam betekent Zuivere vijvers genaamd naar de grote vijver die er niet ver van af ligt. Dit metrostation werd geopend in 1935 als onderdeel van lijn 1 en ligt onder oelitsa Mjasnitskaja. De architect van het metrostation was Nikolai Kolli. Het station is geopend onder de naam Kirovskaja, genoemd naar Sergej Kirov een vertrouweling van Stalin die kort voor de opening was vermoord in Leningrad, en is opgeleverd als dubbelgewelfdstation. Er was een pylonenstation gepland maar door de geologische omstandigheden is daar destijds van afgezien. In het kader van de bouw Toergenevskaja werd een middenhal met (rol)trappen naar lijn 6 wenselijk. De inmiddels beschikbare technieken maakten het mogelijk om de middenhal alsnog te bouwen en in 1971 kon deze worden geopend waarmee het station uiteindelijk toch een pylonenstation werd. 
Tsjistyje Proedy is nu een deel van drie stations die elk een andere naam hebben en met elkaar verbonden zijn met roltrappen. De andere zijn Toergenevskaja waar kan worden overgestapt op de Kaloezjsko-Rizjskaja-lijn en  Sretenski Boelvar waar kan worden overgestapt op de Ljoeblinskaja-lijn .